# Sampford Brett
Sampford Brett – wieś w Anglii, w hrabstwie Somerset, w dystrykcie (unitary authority) Somerset. Leży 61 km na południowy zachód od miasta Bristol i 225 km na zachód od Londynu. W 2001 miejscowość liczyła 277 mieszkańców.